# Diclofenac
Diclofenac is een niet-steroïde ontstekingsremmer en pijnstiller behorend tot de medicijngroep NSAID's die wordt toegepast bij het remmen van ontstekingen zoals bij artritis of het optreden van pijn  of koorts. Diclofenac is een van de meest voorgeschreven pijnstillers. De laaggedoseerde tabletten zijn in Nederland bij de drogist vrij te verkrijgen. In België is alleen de emulgel en de spray zonder voorschrift bij de apotheker te krijgen, de tabletten zijn er uitsluitend op doktersvoorschrift. Het middel is als injectie beschikbaar op recept en als uitwendige gel. Diclofenac kan ook als oogdruppel ter preventie van cystoïd macula-oedeem na een staaroperatie als lokale ontstekingsremmer worden voorgeschreven in een concentratie van 1 mg/ml, 0,1%.

## Bijwerkingen

### Maag
Zoals alle prostaglandinesynthetaseremmers levert ook diclofenac risico op maagklachten door het dunner worden van het maagslijmvlies. Bij patiënten die hiervoor gevoelig zijn kunnen zich daardoor ernstige maagklachten voordoen, zoals een maagzweer of een maagperforatie. Het middel Arthrotec dat in Nederland uitsluitend op recept verkrijgbaar is, bevat een combinatie van diclofenac en misoprostol. Misoprostol zou het maagdarmslijmvlies moeten beschermen tegen schade door diclofenac, maar is eigenlijk geen goed alternatief voor het gebruik van een protonpompremmers als omeprazol of pantoprazol omdat het in de noodzakelijke hoge doses juist frequent aanleiding geeft tot maag-darmstoornissen, zoals diarree en buikpijn.

### Hart
Regelmatig gebruik van diclofenac vergroot de kans op hartkwalen en een hartinfarct met 30% à 40%. De verhoging van het cardiovasculair risico zou slechts 5% minder zijn dan dat van rofecoxib, van Vioxx, dat om die reden in 2004 van de markt is gehaald. Mensen die al een verhoogd risico op hartaandoeningen hebben lopen ook bij kortdurend gebruik gevaar, zoals rokers en mensen met een hoog cholesterolgehalte. Ook kortdurend gebruik van diclofenac wordt sinds 2012 niet meer veilig geacht. Na een Europese herbeoordeling verbood het Nederlandse CBG in 2013 het gebruik van diclofenac bij patiënten met hart- en vaatziekten. Patiënten met een verhoogd risico op cardiovasculaire aandoeningen mogen diclofenac alleen na zorgvuldige afweging voorgeschreven krijgen.

### Interacties
Diclofenac heeft veel risicovolle wisselwerkingen met andere medicijnen, met bijvoorbeeld lithium-preparaten. Het tegelijk slikken van diclofenac met andere geneesmiddelen, zoals corticosteroïden, antidepressiva en antistollingsmiddelen, kan de kans op maagbloedingen meer dan vertienvoudigen.

### Overige
- Gebruik tijdens zwangerschap wordt afgeraden.[10]
- Het middel heeft ototoxische eigenschappen, wat wil zeggen dat het kan leiden tot gehoorbeschadiging.
- De kans op nierfalen wordt door het gebruik van diclofenac groter.[11]

### Ecologische problemen
Sinds de marktintroductie in de jaren 1990 van diclofenac als diergeneesmiddel op het Indisch subcontinent, is er grote sterfte onder gieren ontstaan. Zo is er in 2003 een afname van 95% geconstateerd, tot zelfs 99,9% in 2008. Dood vee wordt daar op het land voor de aaseters achtergelaten, dat zijn de Bengaalse gieren. Wanneer deze vogels de kadavers eten, worden ze door het opgehoopte diclofenac vergiftigd en sterven ze aan nierfalen. In India is er sinds 2010 voor dit product een totaal verbod, maar sinds kort heeft de EU diclofenac in Europa ook als diergeneesmiddel toegelaten, met daar dezelfde gevolgen als resultaat. Zo zijn er in Spanje tussen 2000 en 2010 zo'n 2355 rode en zwarte wouwen, 2146 vale gieren, 638 monniksgieren, 348 aasgieren, 114 Spaanse keizerarenden en 40 lammergieren dood gevonden.

## Werkingsmechanisme
Zoals bij de meeste NSAID's wordt aangenomen dat het voornaamste mechanisme dat verantwoordelijk is voor de ontstekingsremmende, koortswerende en pijnstillende werking de remming is van de prostaglandinesynthese door remming van COX. Diclofenac is een inhibitor van COX-1 en COX-2 in intacte cellen.

## Naam
De IUPAC-naam is 2-[(2,6-dichloro)fenylamino]benzeenazijnzuur.
- Dichloor
- Fenylgroep
- Amine
- Benzeen
- Azijnzuur